# Otto Busse (DSB)
 Der er flere personer med dette navn, se Otto Busse.
Otto Frederik August Busse, (16. juli 1850 i det indre København – 16. april 1933 på Frederiksberg) var en dansk ingeniør og maskindirektør ved DSB.

## Uddannelse og karriere
Otto Busse blev født ind i en jernbanefamilie. Moderen hed Louise Albertine f. Rost, og hans far, Otto Friedrich August Busse, var overmaskinmester ved Det Sjællandske Jernbaneselskab. Han blev bogstavelig talt født i faderens embedsbolig på Københavns 1. Banegård og efter at have været i lære på  maskinfabrikken Frederiksværk uddannede Busse sig på Gewerbeacademie i Chemnitz og tog afgangseksamen herfra 1871. I nogle år virkede han som tegner på engelske og tyske fabrikker. 1876 blev han ansat som maskiningeniør ved Statsbanerne med tjeneste i Aarhus som afløser for den gamle engelske overmaskinmester J. Blair. I 1882 blev Busse forfremmet til overmaskiningeniør i Jylland.
Da de danske jernbaner i 1892 fik fælles ledelse og den sjællandsk-falsterske og den jysk-fynske maskinafdeling blev lagt sammen, blev han maskinchef (fra 1904 benævnt direktør for Maskinafdelingen), og han blev i denne egenskab medlem af Statsbanernes generaldirektion.
Han forblev i denne stilling indtil 31. juli 1910, hvor han blev afskediget af trafikminister Wilhelm Weimann efter uoverensstemmelser med generaldirektør Charles Ambt om driften af centralværkstederne.
Han fortsatte sit engagement i debatten omkring de danske jernbaner frem til sin død i 1933.

## Tekniske opfindelser
Inden sin fyring havde Busse dog gennemført en standardisering af Statsbanernes lokomotiver og bidrog også med en række banebrydende konstruktioner.
1876 konstruerede han de tenderlokomotiver, som blev anvendt på Klampenborgbanen indtil 1896, og 1880 og 1894 konstruerede han de nye iltogslokomotivtyper. Derudover havde Otte Busse stor indflydelse på udviklingen af de danske dampfærger. 1881 havde han sammen med direktøren for de jysk-fynske statsbaner, etatsråd Niels Henrik Holst, konstrueret de første to færger, Hjalmar og Ingeborg, og efter at færgemateriellet 1904 var lagt ind under Maskinafdelingen, konstruerede han færgerne Christian IX. og Odin.
Busse var også manden, der foranledigede indførelsen af vakuumbremsen, ligesom han indførte dampopvarmning af jernbanetog og var virksom for at forbedre ventilation og belysning. Han stod også for en rationel omorganisering af værkstedsforholdene ved Statsbanerne og indførelsen af et laboratorium for materialeundersøgelser af fx kul og olie.
Busse var en anerkendt konstruktør i udlandet. På verdensudstillingen i Bruxelles 1910 udstillede et tysk firma hans sidste lokomotivtype.

## Øvrige virke
Otto Busse sad i Aarhus Byråd i årene 1888-91 og var 1912-22 medlem af Industrirådet. Han var medarbejder ved forskellige udenlandske håndbøger og tidsskrifter, fx Stockers håndbog Die Eisenbahntechnik der Gegenwart, Organ für die Fortschritte des Eisenbahnwesens mm., og han var medlem af bestyrelsen for flere aktieselskaber, således Helsingør Jærnskibs- og Maskinbyggeri, Smith og Myginds Maskinfabrik, A/S Vølund og A/S Christiansholms Fabrikker. Ydermere var han medlem af den kommission, der takserede de københavnske Sporveje ved deres overgang til kommunal drift i  1911.
Han blev Ridder af Dannebrog 1880, Dannebrogsmand 1895 og Kommandør af 2. grad af Dannebrog 1907. Han er portrætteret på et træsnit af Wilhelm Obermann (gruppebillede med Elben) fra 1874 og er gengivet på maleriet Industriens Mænd.
Han er begravet på Assistens Kirkegård. DSB's ellokomotiv Litra EA 3008 samt Otto Busses Vej er opkaldt efter Otto Busse.